# Jim Ferlo

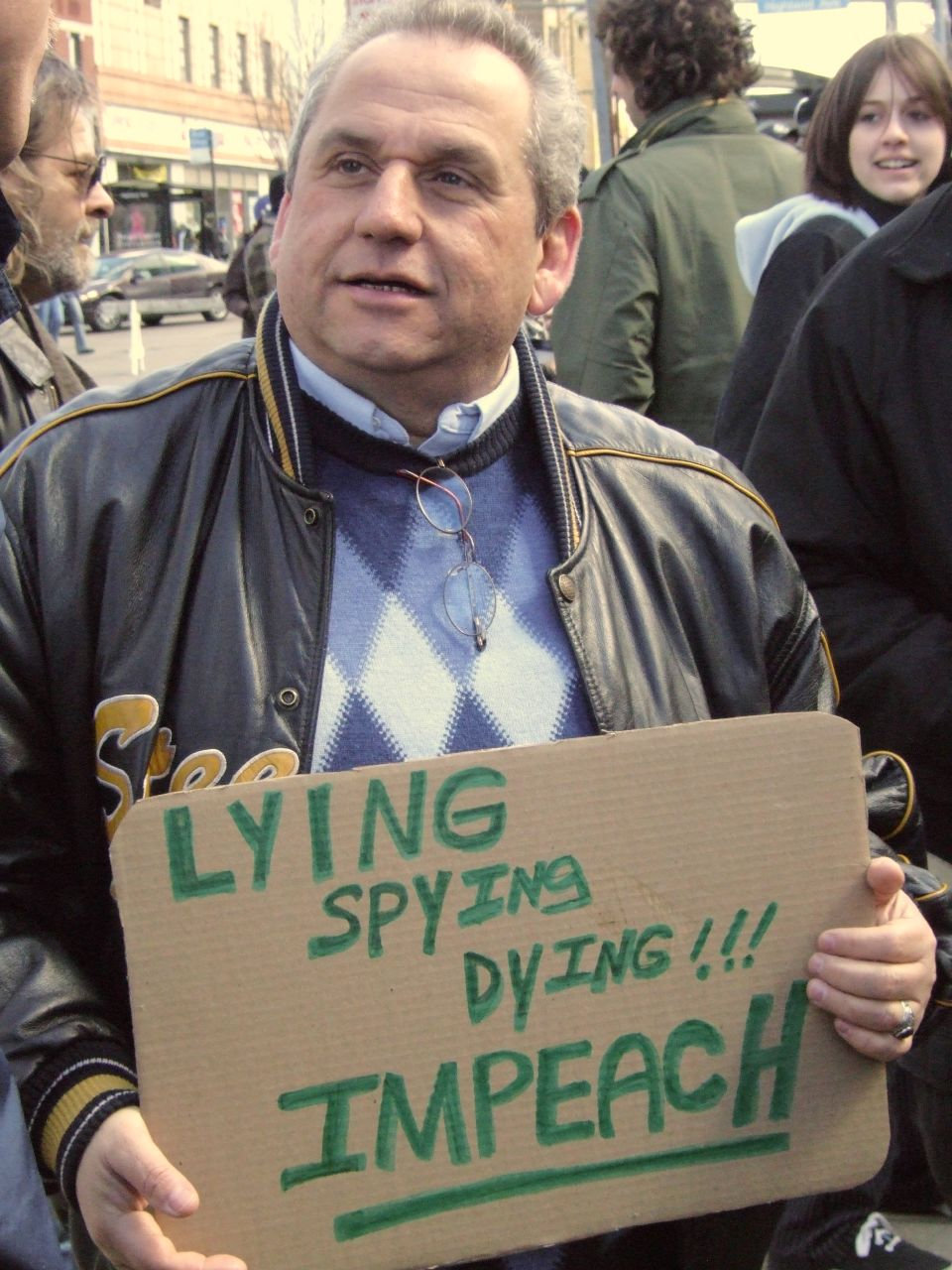
Jim Ferlo (2006)

Jim Ferlo (* 19. Juni 1951 in Rome, New York; † 15. Mai 2022) war ein US-amerikanischer Politiker der Demokratischen Partei.

## Leben
Vom 4. Januar 1988 bis 7. Januar 2003 war Ferlo Mitglied im Stadtrat von Pittsburgh.
Ferlo war von Januar 2003 bis Januar 2015 Senator im Senat von Pennsylvania. Sein Nachfolger im Wahldistrikt wurde Randy Vulakovich. Im September 2014 outete sich Ferlo als homosexuell.